# Huib-Plateau

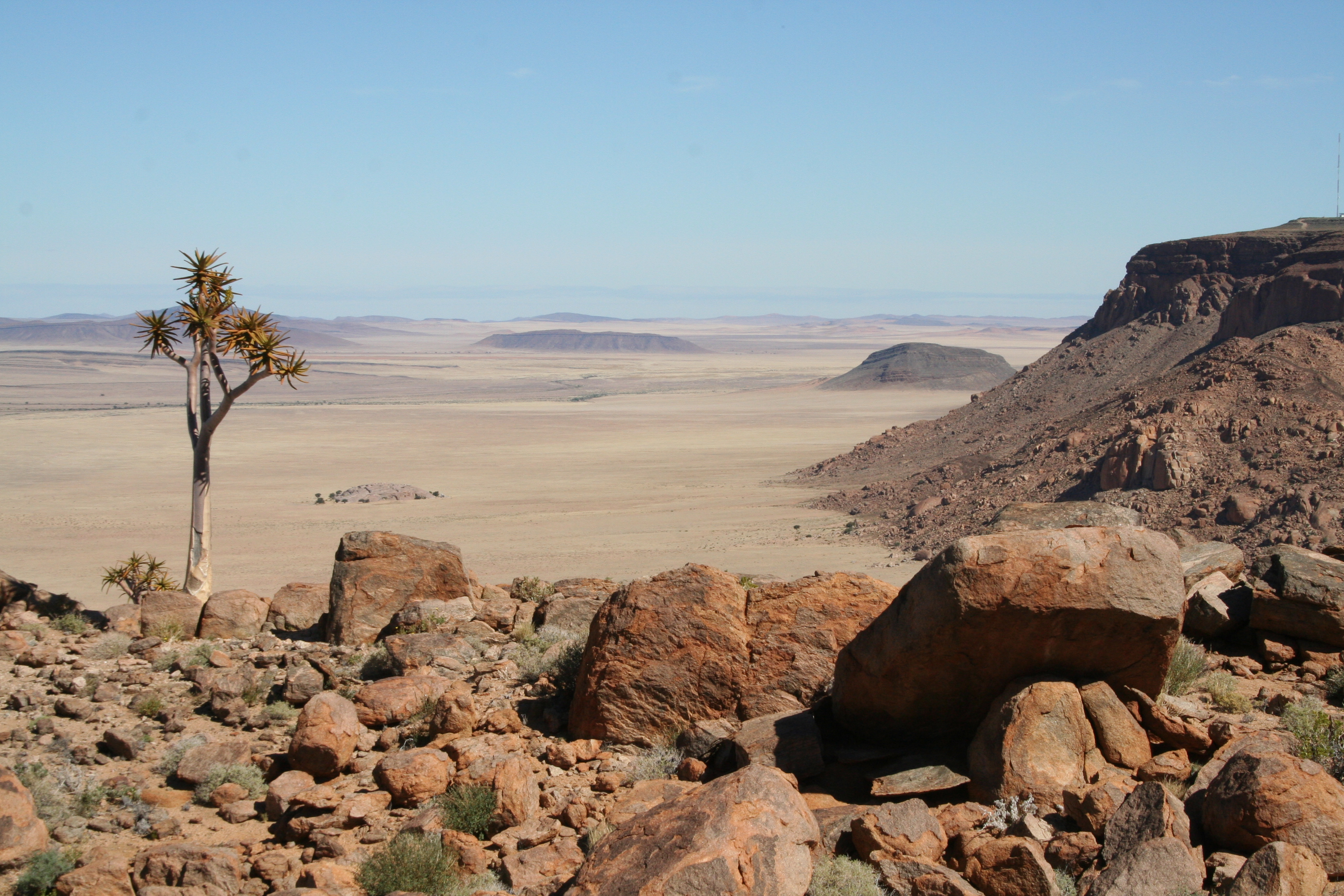
Das Huib Plateau im Überblick

Tafelberge bei Kubub um 1910

Das Huib-Plateau (auch Huib-Hochplateau) ist ein Gebirgszug im Südwesten von Namibia. Angrenzend im Westen liegt das Diamantensperrgebiet, im Süden die Hunsberge.
Zur Kolonialzeit wurde hier, wie auch in weiten Teilen Namibias, versucht Farmerei zu betreiben. Es wurden kilometerlange Zäune gespannt. Einige Überreste dieser Zeit findet man in diesem Gebiet. Alte Farmhäuser wie Tsaus oder Climlag stehen hier.
Heute ist das Gebiet, dank der Betreiber des Huibparks, fast zaunfrei. 
Die natürliche Flora und Fauna kann sich so langsam wieder voll entfalten.

## Geographie
Verschiedene Berge gibt es im Huib-Plateau.
Im Norden Glimlag und Tsaus.
Im Westen Oisib und den Arasab Berg (Arasab se Vaalkop)
Im Osten Kokerboomkloof, Tafelkop und Ruspunt.
Im Süden Pokkenbank, Anib, und Grens.